# سياسة التأشيرات في سلطنة عمان
يجب على زوار عُمان الحصول على تأشيرة قبل السفر ما لم يأتوا من إحدى البلدان المعفاة من التأشيرة. يمكن لمواطني الدول الأعضاء في مجلس التعاون الخليجي السفر إلى عُمان بدون حدود التأشيرة. يمكن لمواطني 71 دولة وإقليمًا آخر التقدم بطلب للحصول على تأشيرات عبر الإنترنت وتكون صالحة لمدة 30 يومًا. يجب على جميع الزوار أن يحملوا جواز سفر صالحًا لمدة 6 أشهر.
وفي محاولة لتعزيز قطاع السياحة، يُسمح لمواطني 103 دولة بدخول السلطنة لمدة تصل إلى 14 يومًا دون الحصول على تأشيرة مسبقة.

## خريطة سياسة التأشيرة

سياسة التأشيرات في عمان
عُمان
بدون تأشيرة
التأشيرة مطلوبة

## الإعفاء من التأشيرة
لا يحتاج مواطنو الدول التالية إلى تأشيرة لزيارة عمان، للإقامة حتى المدة المذكورة أدناه:
| - البحرين - الكويت | - قطر - السعودية | - الإمارات العربية المتحدة |  |

| - جميع الدول الأعضاء في الاتحاد الأوروبي \| - ألبانيا - الجزائر - أندورا - الأرجنتين - أرمينيا - أستراليا - أذربيجان - بيلاروس - بوتان - بوليفيا - البوسنة والهرسك - البرازيل - بروناي - كندا - تشيلي - الصين - كولومبيا - كوستاريكا \| - كوبا - الإكوادور - مصر - السلفادور - جورجيا - غواتيمالا - هندوراس - هونغ كونغ - آيسلندا - الهند - إندونيسيا - إيران - اليابان - الأردن - كازاخستان - قيرغيزستان - لاوس - لبنان \| - ليختنشتاين - ماكاو - ماليزيا - موريتانيا - المكسيك - مولدوفا - موناكو - المغرب - نيوزيلندا - نيكاراجوا - مقدونيا الشمالية - النرويج - بنما - باراغواي - بيرو - روسيا - سان مارينو - صربيا \| - سيشل - سنغافورة - جنوب إفريقيا - كوريا الجنوبية - سورينام - سويسرا - طاجيكستان - تايلاند - تونس - تركيا - أوكرانيا - المملكة المتحدة - الولايات المتحدة - أوروغواي - أوزبكستان - مدينة الفاتيكان - فنزويلا - فيتنام \| \| | | | |  |
| - ألبانيا - الجزائر - أندورا - الأرجنتين - أرمينيا - أستراليا - أذربيجان - بيلاروس - بوتان - بوليفيا - البوسنة والهرسك - البرازيل - بروناي - كندا - تشيلي - الصين - كولومبيا - كوستاريكا | - كوبا - الإكوادور - مصر - السلفادور - جورجيا - غواتيمالا - هندوراس - هونغ كونغ - آيسلندا - الهند - إندونيسيا - إيران - اليابان - الأردن - كازاخستان - قيرغيزستان - لاوس - لبنان | - ليختنشتاين - ماكاو - ماليزيا - موريتانيا - المكسيك - مولدوفا - موناكو - المغرب - نيوزيلندا - نيكاراجوا - مقدونيا الشمالية - النرويج - بنما - باراغواي - بيرو - روسيا - سان مارينو - صربيا | - سيشل - سنغافورة - جنوب إفريقيا - كوريا الجنوبية - سورينام - سويسرا - طاجيكستان - تايلاند - تونس - تركيا - أوكرانيا - المملكة المتحدة - الولايات المتحدة - أوروغواي - أوزبكستان - مدينة الفاتيكان - فنزويلا - فيتنام |  |

| - ألبانيا - الجزائر - أندورا - الأرجنتين - أرمينيا - أستراليا - أذربيجان - بيلاروس - بوتان - بوليفيا - البوسنة والهرسك - البرازيل - بروناي - كندا - تشيلي - الصين - كولومبيا - كوستاريكا | - كوبا - الإكوادور - مصر - السلفادور - جورجيا - غواتيمالا - هندوراس - هونغ كونغ - آيسلندا - الهند - إندونيسيا - إيران - اليابان - الأردن - كازاخستان - قيرغيزستان - لاوس - لبنان | - ليختنشتاين - ماكاو - ماليزيا - موريتانيا - المكسيك - مولدوفا - موناكو - المغرب - نيوزيلندا - نيكاراجوا - مقدونيا الشمالية - النرويج - بنما - باراغواي - بيرو - روسيا - سان مارينو - صربيا | - سيشل - سنغافورة - جنوب إفريقيا - كوريا الجنوبية - سورينام - سويسرا - طاجيكستان - تايلاند - تونس - تركيا - أوكرانيا - المملكة المتحدة - الولايات المتحدة - أوروغواي - أوزبكستان - مدينة الفاتيكان - فنزويلا - فيتنام |  |

# – يجب تقديم دليل على حجز الفندق المؤكد والتأمين الصحي وتذكرة العودة.
حاملو جوازات السفر الدبلوماسية أو الرسمية لـ بنغلاديش (30 يومًا)، بيلاروس (30 يومًا)،
 قبرص (30 يومًا)، ألمانيا، اليابان، كازاخستان (30 يومًا)، البرتغال، رومانيا، روسيا، سنغافورة (30 يومًا)، كوريا الجنوبية (30 يومًا) وسويسرا لا تحتاج إلى تأشيرة لمدة تصل إلى 90 يومًا (ما لم ينص على خلاف ذلك).
وقّعت كولومبيا وعمان اتفاقية الإعفاء من التأشيرة لجوازات السفر الدبلوماسية والخدمة والرسمية؛ ومع ذلك، لم يتم التصديق عليها بعد.
بالإضافة إلى ذلك، يمكن لمواطني  جزر المالديف الذين يحملون تأشيرة شنغن سارية أو تأشيرة صادرة عن المملكة المتحدة أو الولايات المتحدة أو كندا أو أستراليا أو اليابان دخول عُمان بدون تأشيرة.

## تأشيرة إلكترونية
يمكن لمواطني البلدان والأقاليم التالية الحصول على تأشيرة دخول إلكترونية لمرة واحدة أو عدة مرات صالحة لمدة 30 يومًا عبر الإنترنت.
| - جميع الدول الأعضاء في الاتحاد الأوروبي \| - أندورا - الأرجنتين - أستراليا - بوليفيا - البرازيل - بروناي1 - كندا - تشيلي - الصين - كولومبيا - الإكوادور - جورجيا \| - هونغ كونغ - آيسلندا - إندونيسيا - إيران - اليابان - كازاخستان - لبنان - ليختنشتاين - ماليزيا - مولدوفا - موناكو - نيوزيلندا1 2 \| - مقدونيا الشمالية - النرويج - باراغواي - روسيا - سان مارينو - صربيا - سيشل - سنغافورة1 - جنوب إفريقيا - كوريا الجنوبية1 - سورينام - سويسرا \| - تايوان - تايلاند - تركيا - أوكرانيا - المملكة المتحدة - الولايات المتحدة - أوروغواي - مدينة الفاتيكان - فنزويلا \| \| | | | |  |
| - أندورا - الأرجنتين - أستراليا - بوليفيا - البرازيل - بروناي1 - كندا - تشيلي - الصين - كولومبيا - الإكوادور - جورجيا | - هونغ كونغ - آيسلندا - إندونيسيا - إيران - اليابان - كازاخستان - لبنان - ليختنشتاين - ماليزيا - مولدوفا - موناكو - نيوزيلندا1 2 | - مقدونيا الشمالية - النرويج - باراغواي - روسيا - سان مارينو - صربيا - سيشل - سنغافورة1 - جنوب إفريقيا - كوريا الجنوبية1 - سورينام - سويسرا | - تايوان - تايلاند - تركيا - أوكرانيا - المملكة المتحدة - الولايات المتحدة - أوروغواي - مدينة الفاتيكان - فنزويلا |  |

1 - تصدر مجانًا.

2 - صالحة لمدة 3 أشهر.

### تأشيرة إلكترونية مشروطة
يمكن لمواطني البلدان التالية، بما في ذلك أزواجهم وأطفالهم من جنسية أخرى، الحصول على تأشيرة إلكترونية عبر الإنترنت، إذا كانوا يحملون تأشيرة شنغن صالحة، أو تأشيرة صالحة من أستراليا، أو كندا، أو اليابان، أو المملكة المتحدة، أو الولايات المتحدة، أو تصريح إقامة من إحدى هذه الدول. يمكن للمرء التقدم بطلب للحصول على تأشيرة دخول واحدة (5 ريال عماني لمدة 10 أيام أو 20 ريال عماني لمدة 30 يوما)، أو تأشيرة دخول متعددة صالحة لمدة عام واحد (مقابل 50 ريال عماني). مدة الإقامة المسموح بها هي 10 أيام للتأشيرة لمدة 10 أيام و30 يومًا للتأشيرات الأخرى (أو 30 يومًا لكل زيارة بتأشيرة الدخول المتعدد).
| - ألبانيا - أرمينيا - أذربيجان - بيلاروس - بوتان - البوسنة والهرسك - كوبا - السلفادور | - غواتيمالا - هندوراس - الهند - كازاخستان - قيرغيزستان - لاوس - المالديف - المكسيك | - نيكاراغوا - بنما - بيرو - طاجيكستان - تركمانستان - أوزبكستان - فيتنام |  |

## العبور بدون تأشيرة
الزوار من أي بلد مستمرون على نفس الرحلة. يمكنهم العبور إلى عمان بدون تأشيرة لمدة 6 ساعات.